# 亞洲棒球錦標賽
亞洲棒球錦標賽（英語：Asian Baseball Championship，簡稱亞錦賽），由亞洲棒球總會及各國主辦單位輪流辦理，是亞洲棒球總會所主辦的亞洲第一級棒球比賽。各國自由徵召球員組代表隊參賽，但受徵召之球員需擁有該國國籍。

## 歷史
自1954年開打，1975年至1982年因故停辦，至2023年為止已舉辦30屆比賽。早期也習慣被稱為亞洲盃，但自從1994年起，亞洲棒球總會另外設置「亞洲盃棒球賽」，以此作為亞洲國際棒球的第二級賽事（亞錦賽的資格賽）之後，「亞錦賽」與「亞洲盃」就不能再被當作同義詞使用了。
1984年洛杉磯奧運，將棒球納入表演賽（原訂6席參賽國，後擴充為8席），亞洲區分配到1席名額，並由1983年重新舉行的亞錦賽產生參賽隊伍。1987年起每逢雙數屆次的比賽，獲勝前兩名隊伍將可獲得亞洲地區奧運棒球賽資格。
2007年，於臺中市舉行的亞錦賽，將只有取得第1名的隊伍才能獲得亞洲區奧運參賽權，亞錦賽第2名與第3名仍可參加北京奧運「8搶3」的世界區資格賽。
2016年9月，亞洲棒球總會在會議中決定於隔年（2017年）創辦第1屆「亞洲盃女子棒球賽」，首屆賽事於香港舉行。 
自2017年起，亞錦賽即具備棒球積分，並且被正式定位為隔年U-23世界盃棒球賽亞洲區資格賽。
2019年，於臺灣臺中市舉行的亞錦賽，唯有取得前兩名（除日本外）的球隊方可參加2020年東京奧運棒球賽「6搶1資格賽」。

## 歷屆賽事
| 屆次       | 年分   | 主辦     | 舉辦城市       | 參賽隊數 | 獲勝隊伍 | 獲勝隊伍 | 獲勝隊伍 | 獲勝隊伍 | 獲勝隊伍 | 獲勝隊伍 |
| 屆次       | 年分   | 主辦     | 舉辦城市       | 參賽隊數 | 冠軍     | 冠軍     | 冠軍     | 亞軍     | 亞軍     | 季軍     |
| ---------- | ------ | -------- | -------------- | -------- | -------- | -------- | -------- | -------- | -------- | -------- |
| 第一屆     | 1954年 | 菲律賓   | 馬尼拉         | 4        | 菲律賓   | 菲律賓   | 菲律賓   | 日本     | 日本     |          |
| 第二屆     | 1955年 | 菲律賓   | 馬尼拉         | 4        | 日本     | 日本     | 日本     | 中華民國 | 中華民國 |          |
| 第三屆     | 1959年 | 日本     | 東京           | 4        | 日本     | 日本     | 日本     |          |          | 中華民國 |
| 第四屆     | 1962年 | 中華民國 | 臺北           | 4        | 日本     | 日本     | 日本     |          | 中華民國 | 不頒發   |
| 第五屆     | 1963年 |          | 漢城           | 4        |          |          |          | 日本     | 中華民國 | 不頒發   |
| 第六屆     | 1965年 | 菲律賓   | 馬尼拉         | 4        | 日本     | 日本     | 日本     |          |          | 中華民國 |
| 第七屆     | 1967年 | 日本     | 東京           | 4        | 日本     | 日本     | 日本     |          |          | 中華民國 |
| 第八屆     | 1969年 | 中華民國 | 臺北           | 4        | 日本     | 日本     | 日本     | 中華民國 | 中華民國 | 菲律賓   |
| 第九屆     | 1971年 |          | 漢城           | 5        |          |          |          | 日本     | 日本     | 菲律賓   |
| 第十屆     | 1973年 | 菲律賓   | 馬尼拉         | 5        | 日本     | 日本     | 日本     |          |          | 中華民國 |
| 第十一屆   | 1975年 |          | 漢城           | 5        |          |          |          | 日本     | 日本     |          |
| 第十二屆   | 1983年 |          | 漢城           | 5        | 中華臺北 | 日本     |          | 不頒發   | 不頒發   | 不頒發   |
| 第十三屆   | 1985年 |          | 墨爾本         | 5        | 日本     | 日本     | 日本     |          | 中華臺北 | 不頒發   |
| 第十四屆   | 1987年 | 日本     | 東京           | 7        | 中華臺北 | 中華臺北 | 中華臺北 | 日本     | 日本     |          |
| 第十五屆   | 1989年 |          | 漢城           | 7        | 中華臺北 | 日本     |          | 不頒發   | 不頒發   | 不頒發   |
| 第十六屆   | 1991年 | 中国     | 北京           | 7        | 日本     | 日本     | 日本     | 中華臺北 | 中華臺北 |          |
| 第十七屆   | 1993年 |          | 伯斯           | 7        | 日本     | 日本     | 日本     |          |          | 中華臺北 |
| 第十八屆   | 1995年 | 日本     | 倉敷           | 6        | 日本     | 日本     | 日本     |          |          | 中華臺北 |
| 第十九屆   | 1997年 | 中華民國 | 臺北           | 6        |          |          |          | 日本     | 日本     | 中華臺北 |
| 第二十屆   | 1999年 |          | 漢城           | 6        |          |          |          | 日本     | 日本     | 中華臺北 |
| 第二十一屆 | 2001年 | 中華民國 | 臺北           | 5        | 中華臺北 | 中華臺北 | 中華臺北 |          |          | 日本     |
| 第二十二屆 | 2003年 | 日本     | 札幌           | 7        | 日本     | 日本     | 日本     | 中華臺北 | 中華臺北 |          |
| 第二十三屆 | 2005年 | 日本     | 宮崎           | 6        | 日本     | 日本     | 日本     | 中華臺北 | 中華臺北 | 中國     |
| 第二十四屆 | 2007年 | 中華民國 | 臺中           | 7        | 日本     | 日本     | 日本     |          |          | 中華臺北 |
| 第二十五屆 | 2009年 | 日本     | 札幌           | 7        | 日本     | 日本     | 日本     | 中華臺北 | 中華臺北 |          |
| 第二十六屆 | 2012年 | 中華民國 | 臺中           | 6        | 日本     | 日本     | 日本     | 中華臺北 | 中華臺北 |          |
| 第二十七屆 | 2015年 | 中華民國 | 臺中           | 6        |          |          |          | 中華臺北 | 中華臺北 | 日本     |
| 第二十八屆 | 2017年 | 中華民國 | 新北           | 7        | 日本     | 日本     | 日本     | 中華臺北 | 中華臺北 |          |
| 第二十九屆 | 2019年 | 中華民國 | 臺中           | 8        | 中華臺北 | 中華臺北 | 中華臺北 | 日本     | 日本     | 中國     |
| 第三十屆   | 2023年 | 中華民國 | 臺北 新北 臺中 | 8        | 日本     | 日本     | 日本     | 中華臺北 | 中華臺北 |          |

## 獎牌榜
| 排名 | 国家／地区 | 金牌 | 银牌 | 铜牌 | 總數 |
| ---- | ---------- | ---- | ---- | ---- | ---- |
| 1    | 日本       | 20   | 8    | 2    | 30   |
| 2    |            | 8    | 10   | 9    | 27   |
| 3    | 中華臺北   | 5    | 11   | 11   | 27   |
| 4    | 菲律賓     | 1    | 0    | 2    | 3    |
| 5    | 中國       | 0    | 0    | 2    | 2    |
| 6    | 2          | 0    | 0    | 1    | 1    |

21994年   、  關島 脫離亞洲棒球總會，不再參加亞錦賽。

## 外部連結
- 亞洲棒球錦標賽在台灣棒球維基館上的頁面（繁體中文）
- [大韩新闻 第349号 第4回 亚细亚 野球大会]. KTV 대한늬우스. YouTube. 2016-10-20 （韩语）.